# Turmhügelburg Attendorn

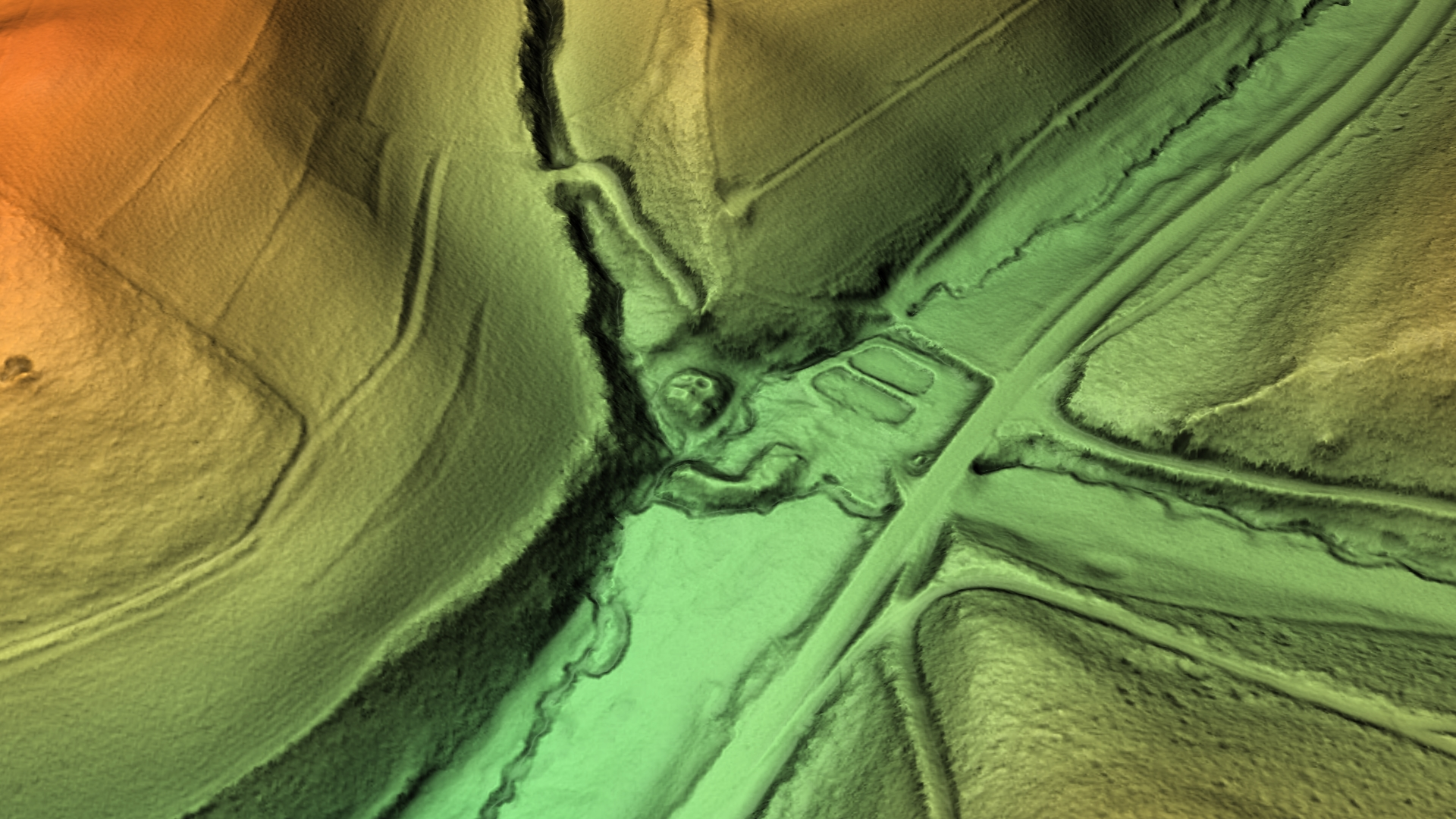
3D-Ansicht des digitalen Geländemodells

Die Turmhügelburg Attendorn ist eine abgegangene kleine Turmhügelburg (Motte), deren Reste sich nahe Attendorn-Bürberg in Nordrhein-Westfalen befinden. Ihre Entstehungszeit wird etwa im 13. Jahrhundert vermutet. 

## Lage
Die Überreste der kleinen Turmhügelanlage befinden sich etwa 450 Meter südöstlich von Attendorn-Bürberg und etwa einen Kilometer unterhalb von Berlinghausen an der Nordseite des Bremgebaches, eines seitlichen Zulaufs der Biggetalsperre.

## Beschreibung

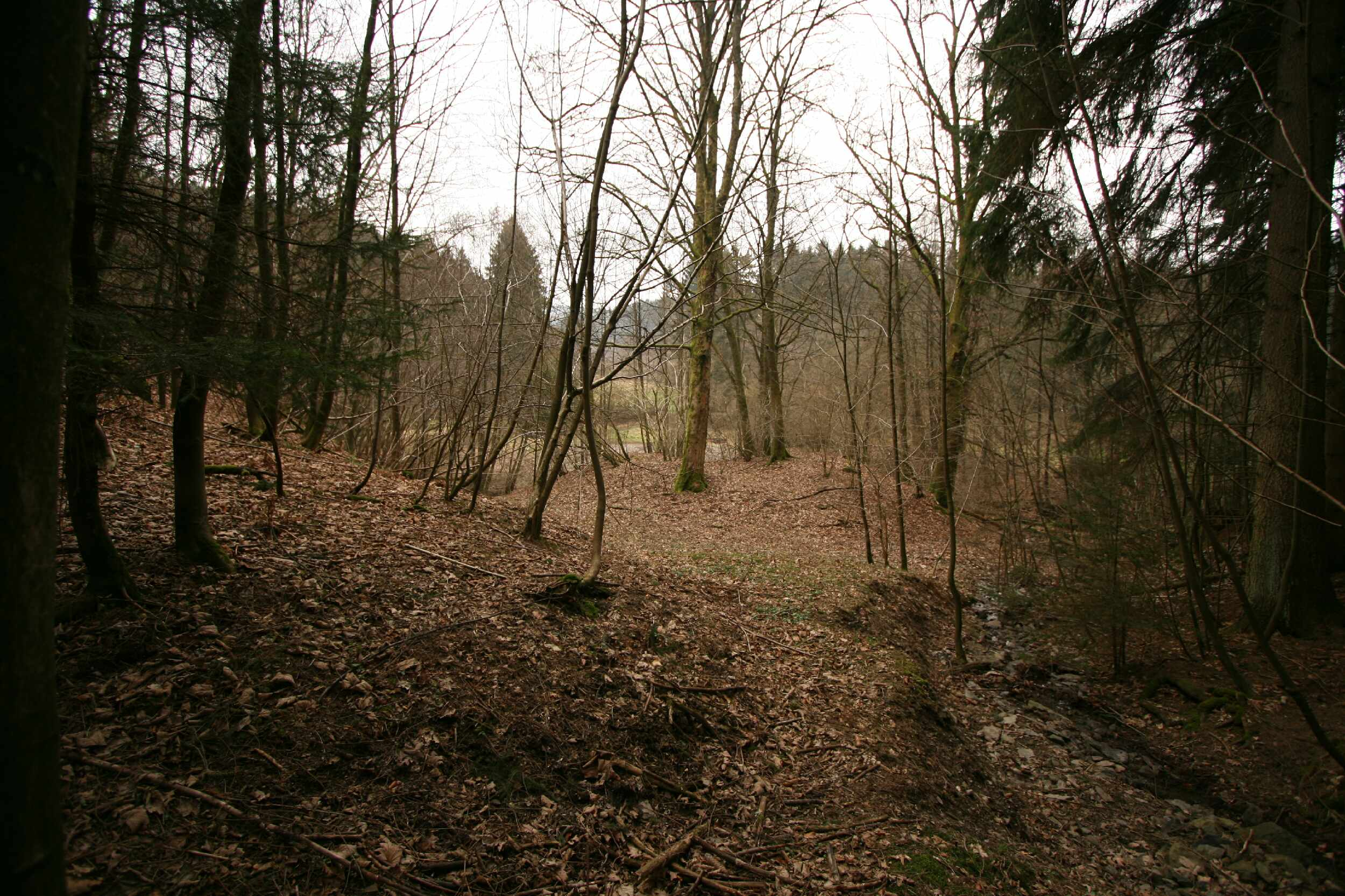
Heutiger Zustand der Motte

Die Anlage bestand aus einem Hügel, der heute noch etwa 2 m Höhe aufweist und einen Durchmesser von etwa 20 m hat. Dem Turmhügel vorgelagert ist im Abstand von etwa 35 m ein Damm, der parallel zum Bremgebachtal verläuft und nach 40 m rechtwinklig zum Abhang hin abknickt. Nach Norden war die Anlage durch eine steile Felswand, nach Westen durch einen tief einschneidenden Bachlauf mit steiler Böschung zum Berg „Keschott“ hin abgesichert. Mit diesem Damm wurde der Bachlauf und der Bremgebach um den Turmhügel herum aufgestaut, so dass der Hügel schwer einnehmbar und nur über die Wasserfläche erreichbar war. Der Zugang erfolgte vermutlich über einen von Norden führenden Weg bis zur Wasserfläche und von hier vermutlich über eine hölzerne einziehbare Brücke.
Auf dem Areal wurden bisher Rand- und Wandscherben verschiedener Gefäße des 11. bis 13. Jahrhunderts sowie vier rötlich-weiße Wandscherben von Ofenkacheln und von einem Krug mit Halsriefen des 13. bis 14. Jahrhunderts gefunden, des Weiteren ein eiserner Schlüssel. Bei Anlage einer Teichanlage im Jahre 1969 wurden noch Reste einer Umfassungsmauer mit geringen Mörtelspuren am Hügelfuß festgestellt. In neuerer Zeit wurde der Damm zum Bremgebach einplaniert und zerstört. Anlagen gleicher Bauart befinden sich in Altfinnentrop und Frielentrop.

## Geschichte
Die kleine Burganlage dürfte als Sitz der Herren von Bruchhausen oder „Brokhusen“ angesehen werden, die seit 1338 den Haupthof Bürberg als arnsbergisches Lehen innehatten. Sie wurden ebenfalls mit dem Haupthof in „Berynchusen“ im Jahre 1371 von dem Kölner Erzbischof Friedrich von Saarwerden belehnt. Nach der Überlieferung soll die Burg von Attendorner Bürgern zerstört worden sein. Die zur Burg gehörigen Güter kamen im 15. Jahrhundert an die Herren von Hanxleden zu Fredeburg. Im 16. Jahrhundert gehörten die Güter zeitweise dem Kloster Ewig.

## Sage
Es gibt eine Sage über ein Raubschloss mit einem Raubritter, der auf dem Bürberg bei Attendorn gewohnt haben soll:

„Er nagelte seinen Pferden stets die  Hufe verkehrt auf, so dass man nie wusste, wann er oben und wann er unten war. Von seiner Burg gingen auch Fangstricke hinab ins Thal, sowie durch den Wald, an welchen Glocken befestigt waren, so dass, wenn einer daran stieß, der Ritter mit seinen Gesellen sogleich ins Thal herabstürzte und ihn plünderte oder gefangen fortschleppte. Die Attendorner, welche am meisten davon zu leiden hatten, belagerten ihn endlich in seiner Burg und zerstörten dieselbe; er aber entkam ihnen glücklich und flüchtete nach Helden, doch hier erkannten ihn die Bauern und erschlugen ihn. Darauf zogen die Attendorner seine sämtlichen Güter ein, und daher kommt es, dass sie noch heute so großen Landbesitz haben.“